# Sobretâmega
Sobretâmega is een plaats (freguesia) in de Portugese gemeente Marco de Canaveses en telt 1124 inwoners (2001).